# 18a Brigada Mixta (Exèrcit Popular de la República)
La 18a Brigada Mixta va ser una unitat de l'Exèrcit Popular de la República creada durant la Guerra Civil Espanyola.

## Biografia
La unitat es va crear al novembre de 1936, a Albacete. En la prefectura de la brigada estava el major de milícies Juan Modesto Guilloto León, mentre que com a comissari polític estava el socialista Alfonso Grande Santobeña, i com a cap d'Estat Major es trobava el sergent Ángel Gurrea. Els caps de batalló eren els majors de milícies Francisco Carro, Américo Brizuela, Vicente López Tovar i Manuel Plaza.
La brigada va tenir la seva primera participació de combat durant la batalla del Jarama, al febrer de 1937. Per a llavors estava al comandament del tinent coronel Gerardo Sánchez-Monje Cruz. Es trobava destacada a l'altura de Ciempozuelos. Entre els dies 6 i 8 de febrer la brigada va defensar el pont de Titulcia, sofrint nombroses baixes durant els combats. El dia 8 el cap de la brigada va abandonar el lloc de comandament, per la qual cosa va passar a ser manada pel cap del primer batalló, Francisco Carro Rozas. Enmig de la batalla va passar a quedar integrada en la Divisió «C», manada per Enrique Líster. Malgrat la forta resistència oferta pels homes de la 18a BM, va haver d'abandonar les seves posicions del Jarama i va perdre Ciempozuelos. Els dies 19 i 25 de febrer va prendre part en els sagnants assalts al Vèrtex Pingarrón. Una vegada va acabar la batalla, la unitat va passar a formar part de la 9a Divisió i es va fer càrrec del comandament el tinent coronel d'Infanteria Fernando Salavera Camps.
Durant la resta de la contesa la brigada no va tornar a participar en operacions militars d'entitat, defensant el sector de Morata de Tajuña. El desembre de 1937 la 18a BM va quedar agregada a la 15a Divisió del III Cos d'Exèrcit, encara que posteriorment va tornar a quedar adscrita a la 9a Divisió i, finalment, a la 65a Divisió de la reserva general del GERC. Al març de 1939, durant el cop de Casado, va abandonar les seves posicions i es va dirigir a Madrid, on va passar a formar part de la reserva del II Cos d'Exèrcit. La 18a Brigada Mixta va desaparèixer en rendir-se el front de Madrid el 28 de març de 1939.

## Comandaments
Comandants
- Major de milícies Juan Modesto Guilloto León;
- Tinent coronel d'infanteria Gerardo Sánchez-Monje Cruz;
- Major de milícies Francisco Carro Rozas;
- Tinent coronel d'infanteria Fernando Salavera Camps;
- Major de milícies Juan Bujeda García;
- Major de milícies Tomás Lozano Peralta;
- Major de milícies Ricardo Martínez Fabregat;
- Major de milícies Alejandro Lorenzo Iglesias;